# Норберт Невеньї
Норберт Невеньї (угор. Növényi Norbert; нар. 15 травня 1957, Будапешт, Угорська Народна Республіка) — угорський борець греко-римського стилю, кікбоксер, боєць мішаних єдинобоств та актор. Срібний та бронзовий призер чемпіонатів світу, срібний призер чемпіонату Європи, срібний призер Кубку світу, чемпіон Олімпійських ігор з греко-римської боротьби. Чемпіон світу та Європи з кікбоксингу. Чемпіон світу з мішаних бойових мистецтв.

## Біографія
Тренувався під керівництвом свого батька, теж Норберта Невеньї. Виступав за борцівські клуби з Будапешта «Ferencvárosi Torna Club-Müfémszer» і «Ujpesti Dozsa». Семиразовий чемпіон Угорщини.
Закінчив школу фізичного виховання в Будапешті. Тренер і менеджер в Академії спорту Невеньї.
Знявся у декількох фільмах, в тому числі, в епізодичній ролі картини «Червона спека».
Син Норберта Невеньї Ноно теж займається боротьбою, в 15 років став срібним призером чемпіонату світу у своїй віковій категорії.

## Спортивні результати на міжнародних змаганнях

### Виступи на Олімпіадах
| Змагання                                   | Збірна   | Вагова категорія                  | Місце  |
| ------------------------------------------ | -------- | --------------------------------- | ------ |
| Боротьба на літніх Олімпійських іграх 1980 | Угорщина | греко-римська боротьба, до 90 кг  | Золото |
| Боротьба на літніх Олімпійських іграх 1992 | Угорщина | греко-римська боротьба, до 100 кг | 7      |

### Виступи на Чемпіонатах світу
| Змагання                        | Збірна   | Вагова категорія                 | Місце  |
| ------------------------------- | -------- | -------------------------------- | ------ |
| Чемпіонат світу з боротьби 1979 | Угорщина | греко-римська боротьба, до 90 кг | Срібло |
| Чемпіонат світу з боротьби 1983 | Угорщина | греко-римська боротьба, до 90 кг | Бронза |

### Виступи на Чемпіонатах Європи
| Змагання                         | Збірна   | Вагова категорія                 | Місце  |
| -------------------------------- | -------- | -------------------------------- | ------ |
| Чемпіонат Європи з боротьби 1979 | Угорщина | греко-римська боротьба, до 90 кг | Срібло |
| Чемпіонат Європи з боротьби 1981 | Угорщина | греко-римська боротьба, до 90 кг | 7      |
| Чемпіонат Європи з боротьби 1983 | Угорщина | греко-римська боротьба, до 90 кг | 4      |

### Виступи на Кубках світу
| Змагання                    | Збірна   | Вагова категорія                 | Місце  |
| --------------------------- | -------- | -------------------------------- | ------ |
| Кубок світу з боротьби 1982 | Угорщина | греко-римська боротьба, до 90 кг | Срібло |

### Виступи на інших змаганнях
| Змагання                             | Збірна   | Вагова категорія                  | Місце  |
| ------------------------------------ | -------- | --------------------------------- | ------ |
| Гран-прі Німеччини з боротьби 1979   | Угорщина | греко-римська боротьба, до 90 кг  | Золото |
| Суперчемпіонат світу з боротьби 1985 | Угорщина | греко-римська боротьба, до 100 кг | Золото |
| Золотий Гран-прі з боротьби 1992     | Угорщина | греко-римська боротьба, до 100 кг | Срібло |
| Гран-прі Німеччини з боротьби 1992   | Угорщина | греко-римська боротьба, до 100 кг | Срібло |